# Маян-Мяоский автономный уезд
Маян-Мяоский автономный уезд (кит. упр. 麻阳苗族自治县, пиньинь Máyáng Miáozú zìzhìxiàn) — автономный уезд городского округа Хуайхуа провинции Хунань (КНР).

## История
Во времена империи Тан в 620 году был создан уезд Маян (麻阳县).
После образования КНР в 1949 году был создан Специальный район Юаньлин (沅陵专区), и уезд вошёл в его состав. 2 сентября 1952 года Специальный район Юаньлин был расформирован, и уезд вошёл в состав нового Специального района Чжицзян (芷江专区), который уже 13 ноября был переименован в Специальный район Цяньян (黔阳专区). В 1970 году Специальный район Цяньян был переименован в Округ Цяньян (黔阳地区).
Постановлением Госсовета КНР от 30 июня 1981 года Округ Цяньян был переименован в Округ Хуайхуа (怀化地区).
Постановлением Госсовета КНР от 31 октября 1988 года уезд Маян (麻阳县) был преобразован в Маян-Мяоский автономный уезд.
Постановлением Госсовета КНР от 29 ноября 1997 года округ Хуайхуа был преобразован в городской округ.

## Административное деление
Автономный уезд делится на 7 посёлков и 11 волостей.